# Plantorama
Plantorama er en dansk, familieejet butikskæde af havecentre med afdelinger indenfor have, bolig og dyr. Kæden startede i 1987 med et gartneri i Egå ved Aarhus og har siden udviklet sig til 16 centre fordelt over Jylland, Fyn og Sjælland.

Butikker pr. marts 2024:
| Region             | Antal | By                                               |
| ------------------ | ----- | ------------------------------------------------ |
| Region Hovedstaden | 5     | Hillerød, Vallensbæk, Amager, Hørsholm, Taastrup |
| Region Sjælland    | 0     |                                                  |
| Region Syddanmark  | 4     | Odense, Sønderborg, Vejle, Kolding               |
| Region Midtjylland | 6     | Randers, Viborg, Egå, Horsens, Tilst, Silkeborg  |
| Region Nordjylland | 1     | Aalborg                                          |